# Титов, Фёдор Иванович (Герой Советского Союза)
Фёдор Иванович Титов (1919—2011) — советский лётчик-бомбардировщик Авиации дальнего действия в годы Великой Отечественной войны, Герой Советского Союза (19.08.1944). Полковник.

## Биография

Фотография в довоенные годы

Родился 11 января 1919 года на станции Турпаново (разъезд Труфаново; ныне не существует, находилась на территории деревни Малахово, ныне Ленинского района Тульской области) в семье крестьянина. Русский.
Окончил 6 классов средней школы и железнодорожную школу фабрично-заводского ученичества (ныне ПУ-9 имени Сафонова, город Тула) в 1936 году. С 1936 года работал слесарем-паровозником в железнодорожном депо станции Тула-Лихвинская. Одновременно окончил Тульский аэроклуб.
В декабре 1939 года был призван в Красную Армию Тульским горвоенкоматом. В апреле 1941 года окончил Таганрогскую военную авиационную школу. Служил в бомбардировочном авиационном полку Московского военного округа. В июле 1941 года направлен в Рязанскую военную авиационную школу для обучения ночному пилотированию, которую окончил эту школу в июне 1942 года.
На фронтах Великой Отечественной войны сержант Фёдор Титов участвовал с 6 июля 1942 года. Воевал в составе 748-го авиационного полка дальнего действия (в августе 1942 года полк получил гвардейское звание и стал именоваться 2-м гвардейским авиационным полком дальнего действия). Был командиром экипажа, с начала 1943 года — командиром звена, с мая того же года — заместителем командира авиационной эскадрильи. В 1942 году ему были присвоены воинские звания старшего сержанта и старшины, в 1943 году — воинские звания: младший лейтенант, лейтенант, старший лейтенант.
На фронте летал на «Ил-4», с 1943 года — на «Б-25 Митчелл». Выполнял боевые вылеты на нанесение ударов по железнодорожным узлам и аэродромам врага в Пскове, Смоленске, Бресте, Брянске, Рославле, Идрице и других. Имеет вылеты в глубокий тыл врага на бомбардировку Варшавы, Данцига, Кёнигсберга, Тильзита, Хельсинки.
Принимал участие в Сталинградской битве (14 боевых вылетов), в Курской битве (17 боевых вылетов). К февралю 1943 года выполнил 69 боевых вылетов, к июлю 1943 года — 132 боевых вылета, к октябрю 1943 — уже 186 боевых вылетов. К маю 1944 года заместитель командира эскадрильи 2-го гвардейского Смоленского Краснознамённого авиационного полка дальнего действия 1-й гвардейской Орловской авиационной дивизии дальнего действия 1-го гвардейского Смоленского авиационного корпуса дальнего действия Авиации дальнего действия гвардии старший лейтенант Ф. И. Титов выполнил 223 боевых вылета, нанёс значительный урон врагу. За это был представлен к присвоению звания Героя Советского Союза.
За «образцовое выполнение боевых заданий командования на фронте борьбы с немецкими захватчиками и проявленные при этом отвагу и геройство» указом Президиума Верховного Совета СССР от 19 августа 1944 года гвардии старшему лейтенанту Титову Фёдору Ивановичу присвоено звание Героя Советского Союза (медаль «Золотая Звезда» № 4417);
К концу войны выполнил 294 боевых вылета. Стал командиром эскадрильи.
Летом 1945 года в составе сводной группы из нескольких лучших экипажей полка был переброшен на Дальний Восток и прикомандирован к одному из авиационных полков 18-й воздушной армии. Во время советско-японской войны в августе 1945 года выполнил 3 боевых вылета.
Затем продолжал службу в Советской Армии, был командиром эскадрильи в 170-м тяжело-бомбардировочном авиаполку. В 1947 году окончил Курсы усовершенствования офицерского состава ВВС. Член КПСС с 1953 года. В 1961 году полковник Ф. И. Титов уволен в запас.
Жил в городе Воронеже. Работал диспетчером в конструкторском бюро, руководителем полётов в Воронежском авиапредприятии.
Умер 12 марта 2011 года, похоронен на Коминтерновском кладбище Воронежа.

## Награды и звания
- Герой Советского Союза (19.08.1944, медаль «Золотая Звезда» № 4417);
- три ордена Ленина (18.09.1943, 19.08.1944, 29.04.1956);
- два ордена Красного Знамени (12.03.1943, 22.02.1955);
- орден Александра Невского (13.07.1945);
- два ордена Отечественной войны 1-й степени (30.03.1944, 11.03.1985);
- орден Отечественной войны 2-й степени (15.09.1945);
- орден Красной Звезды (26.10.1955);
- медали, в том числе:
  - медаль «За оборону Ленинграда»;
  - медаль «За оборону Сталинграда»;
  - медаль «За победу над Германией в Великой Отечественной войне 1941—1945 гг.»;
  - медаль «За взятие Берлина»;
  - медаль «За взятие Кёнигсберга»;
- почётный гражданин Воронежской области (2010).